# Isabelle Caro
Isabelle Caro (Aubergenville, 9 september 1980 – Parijs, 18 november 2010) was een Frans fotomodel en actrice.
Caro raakte wereldwijd bekend na de choquerende campagne No Anorexia van de fotograaf Oliviero Toscani voor het Italiaanse modehuis Nolita. Caro leed sinds haar 13e ernstig aan anorexia nervosa, naar eigen zeggen als gevolg van een "moeilijke jeugd".  Kort voor haar dood woog ze bij een lengte van 1,64 meter nog 31 kilogram. In meerdere mediaoptredens kwam ze openlijk voor haar ziekte uit en waarschuwde anderen voor de gevolgen er van. In 2008 verscheen haar biografie met de titel Het kleine meisje dat niet dik wilde worden. Haar overlijden werd pas op 29 december 2010 bekendgemaakt in de media.
- Biblioteca Nacional de España: XX5478590
- Bibliothèque nationale de France: cb157142881 (data)
- Gemeinsame Normdatei: 143346539
- International Standard Name Identifier: 0000 0001 0880 4810
- Nationale Bibliotheek van Tsjechië: xx0142220
- Système universitaire de documentation: 127146393
- Virtual International Authority File: 24930068
- WorldCat: E39PBJkxQ4qYqG4PfpWw6fbjmd